# Микола Запорожець (автомобіль)

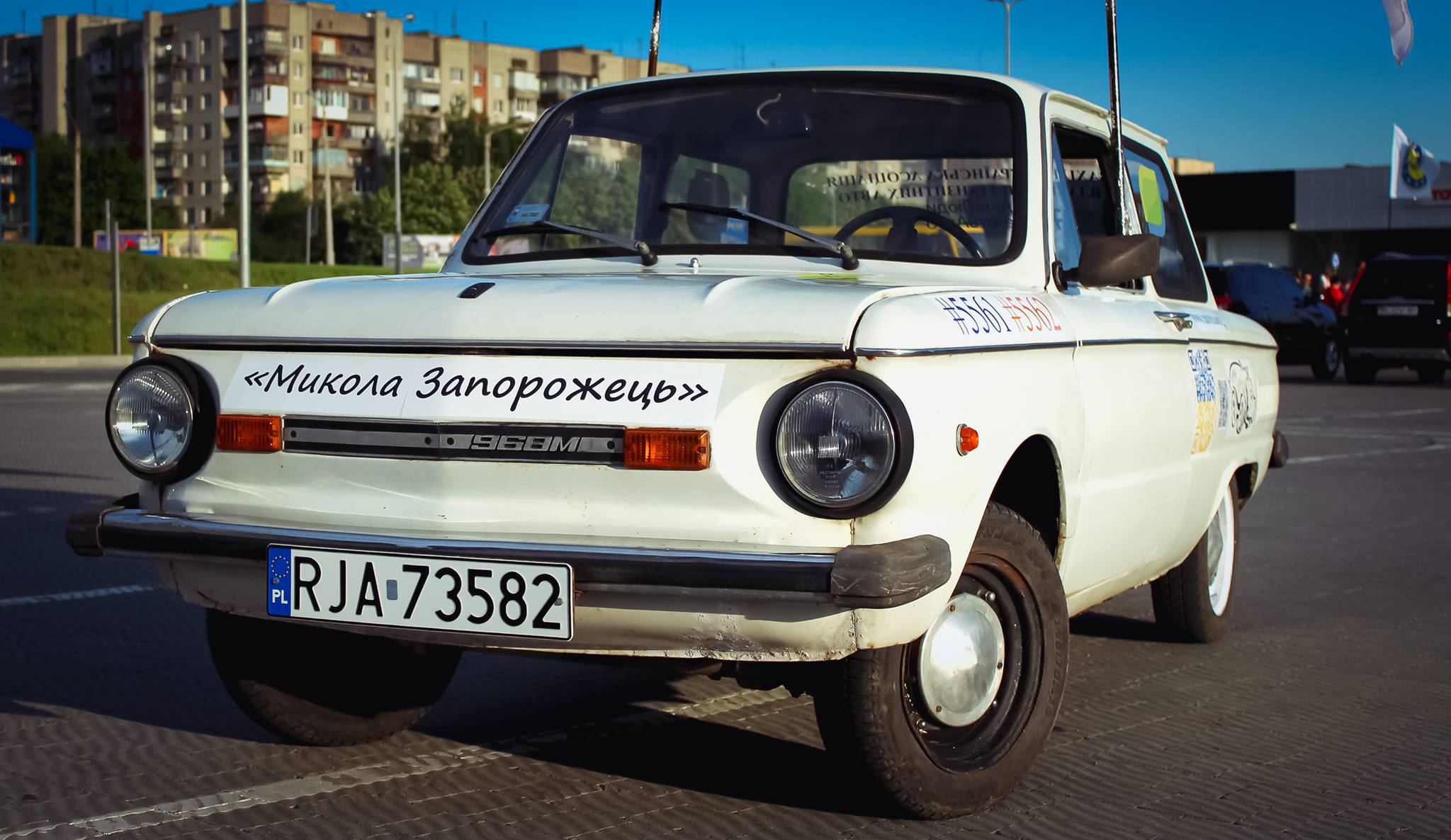
«Микола Запорожець»

Мико́ла Запоро́жець — автомобіль ЗАЗ-968 1991 року випуску на прізвисько «Микола», у 2017 році експортований громадськими активістами з України та розмитнений в Польщі, символ автореволюції в Україні.
Аби показати безглуздість українського митного законодавства, на початку 2017 року активісти громадської організації «Західноукраїнська асоціація власників транзитних авто» («ЗАВТРА») придбали для експерименту у Львові автомобіль «Запорожець» української реєстрації за 5 500 грн (близько $200), підлагодили і повезли на розмитнення й реєстрацію на польські номерні знаки в Польщу. Тим самим вони проілюстрували, що у Європейському Союзі, незважаючи на вищий рівень життя, вартість розмитнення автомобілів у рази дешевша, а також відсутні різноманітні адміністративні заборони для імпорту вживаних авто, на кшталт обмеження екологічних «Євро-5» в Україні. 
«Миколу Запорожця» у Польщі офіційно розмитнили, як звичайний, не ретро-автомобіль, за стандартною процедурою, заплативши всього 250 доларів митних платежів, пройшли технічний огляд, поставили на облік, купили річне страхування із «зеленою картою» за 575 злотих терміном на один рік. Автомобілю було присвоєно номерний знак RJA73582.
Станом на 2017 рік, аби повернути «Запорожця» на українські номери, потрібно було заплатити податків та зборів близько 3500 доларів США. Станом на 2020 рік розмитнення такого автомобіля вартуватиме близько 1000 євро.
Наприкінці травня 2017 року «Микола Запорожець» відправився у масштабний автопробіг з українсько-польського кордону через Львів, Дубно, Рівне, Житомир до столиці України. Активісти припаркували авто прямо перед стінами Верховної Ради України під час пленарних засідань, аби проілюструвати народним депутатам приклад недолугості українського законодавства у галузі авторинку та наголосити на необхідності законодавчих змін.
Відтак «Микола Запорожець» побував у Луцьку, Ужгороді, Мукачеві. Брав участь у виставці ретро-автомобілів у Києві та став легендою боротьби за доступні автомобілі. Про це авто було знято три професійні фільми та мультсеріал